# Referèndum d'independència de Mongòlia de 1945
El referèndum d'independència de Mongòlia de 1945 va ser un referèndum d'independència que es va celebrar en la República Popular de Mongòlia el 20 d'octubre de 1945. Va ser aprovat pel 100% dels votants, sense vots en contra, segons les estadístiques oficials. La participació va ser del 98,5%.

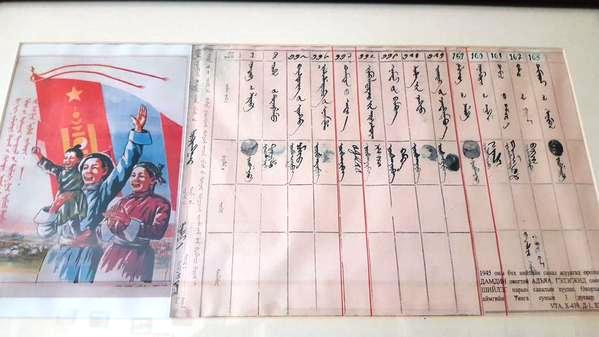
Propaganda independentista (esquerra) i una papereta electoral (dreta)

## Context
Mongòlia s'havia independitzat de facto de la República de la Xina en la revolució mongola de 1921. Aquest any, les últimes tropes xineses a Mongòlia havien estat expulsades pel general rus blanc Roman Ungern von Sternberg, la qual cosa va provocar la intervenció soviètica. La República Popular de Mongòlia era en la pràctica un estat satèl·lit no reconegut de la Unió de Repúbliques Socialistes Soviètiques (URSS). Cap al final de la Segona Guerra Mundial, l'URSS va pressionar a la Xina perquè reconegués oficialment l'statu quo, amenaçant d'avivar el panmongolisme dins de la Xina. En el Tractat d'Amistat i Aliança sinosoviètic, signat el 14 d'agost de 1945, la Xina va acceptar reconèixer la independència de Mongòlia després de l'èxit d'un referèndum.

## Resultats
El referèndum va ser aprovat pel 100% dels votants, aparentment sense vots en contra, segons les estadístiques oficials. La participació va ser del 98,5%.

## Conseqüències
Fins al final de la Segona Guerra Mundial, l'URSS fou l'únic país del món que reconeixia la independència mongola.
La República Popular de la Xina va establir relacions diplomàtiques amb Mongòlia el 16 d'octubre de 1949, i totes dues nacions van signar un tractat fronterer en 1962. Amb la ruptura sinosoviètica, Mongòlia es va alinear amb la Unió Soviètica i va sol·licitar el desplegament de forces soviètiques, la qual cosa va suscitar preocupació per la seguretat a la Xina.
Més tard, Mongòlia va aconseguir el reconeixement internacional en gran part amb l'ajuda de l'URSS.
La República de la Xina (Taiwan) no la va reconèixer fins al 2002.